# Victor Pulliat
Victor Pulliat (Chiroubles, 27 aprile 1827 – 12 agosto 1896) è stato un agronomo francese, studioso di ampelografia.
È stato l'autore della rivista Le Vignoble, opera in tre volumi redatta in collaborazione con Alphonse Mas e con l'assistenza di numerosi collaboratori (Bouschet, Houbdine, Marès, Barone Mendola, Mortillet, Oudart, Pellicot, Rouget, Tripier, Villa Maior, ecc).
Nel 1869 creò la Société Régionale de Viticulture di Lione. Nel 1884 fu nominato professore titolare della cattedra di Viticoltura all'Institut national agronomique di Parigi e nel 1889 prese la direzione dell'Ecole d'Agriculture di Écully. Nel Beaujolais suggerì l'innesto come metodo di difesa contro la Fillossera (apparsa in Francia nel 1874 in seguito all'importazione di viti americane).
Alcune canzoni contemporanee gli rendono omaggio, ancora oggi:

## Pubblicazioni
- Le Vignoble, ou Histoire, culture et description avec planches coloriées des vignes à raisins de table et à raisins de cuve les plus généralement connues... Parigi, Masson, 1874-1879;
- Manuel du greffeur de vignes. Troisième édition. 1886